# Primarne djelatnosti
Primarne djelatnosti su one djelatnosti koje se odnose na dobivanje hrane. To su prvenstveno poljodjelstvo (poljoprivreda i stočarstvo), zatim ribarstvo i šumarstvo. Primarne djelatnosti zadovoljavaju osnovne čovjekove potrebe, te su prve ljudske djelatnosti koje su se razvile u povijesti i sve do industrijske revolucije se njima bavilo preko 90% svjetskog stanovništva.
Primarne djelatnosti postoje od najranijeg razdoblja čovjekovog postojanja (lov i sakupljanje plodova). Počeci poljoprivrede se javljaju u neolitiku kad čovjek zbog poljoprivrede počinje bolje i duže živjeti (neolitska revolucija). Istovremeno se javlja uzgoj domaćih životinja.
Poljoprivreda je sve do novog vijeka zapošljavala glavninu stanovništva, ali je zbog primitivne proizvodnje davala male prinose. U novom vijeku počinje modernizacija poljoprivrede, te ona daje više prinose uz bitno smanjenje korištenja radne snage. Zbog toga se danas u razvijenim državama svijeta primarnim djelatnostima bavi 3-5% stanovništva, a proizvode bitno više nego slabije razvijene zemlje gdje se i danas primarnim djelatnostima bavi većina stanovništva.